# 橋本啓輝
橋本 啓輝（はしもと けいてる、1965年10月11日 - ）は、日本の俳優。福岡県出身。身長は175cm、体重は72kg、血液型はA型である。
趣味は乗馬/格闘技、特技は極真空手/殺陣/アクション/スタント /博多弁。夏木プロダクション所属。福岡南女子高等学校の教員を務めた後、上京する。NHKアクターズ出身。その後、根津甚八に師事し数々の現場を学びテレビドラマを中心に俳優として活動。話題作にも多数出演する。なお格闘技では国際空手道連盟 極真会館 総本部長・東京城西支部長の山田雅稔の弟子である。俳優引退後は2020年から福岡常葉高等学校で教員として勤務している。

## 出演

### テレビドラマ

#### テレビ朝日系列
- はぐれ刑事純情派
- 風の刑事・東京発!（1995年 - 1996年） - 巡査・速水良太 役
- 月曜ドラマ・イン
  - 月下の棋士（2000年）
- 金曜ナイトドラマ
  - 特捜係長 只野仁第4話（2003年8月1日） - 大福屋デパート・前・社長秘書・高木（神保悟志）の部下
  - てるてるあした（2006年） - 山王病院・医師 役
- 木曜ドラマ
  - ドラマ特別企画・交渉人 - 刑事・白井 役
  - 7人の女弁護士 - 矢島心刑事 役・矢野 役
- 家族法廷（2011年・BS朝日）
- 市長はムコ殿（2012年・BS朝日） - 市議・山本 役（レギュラー）
- 土曜ワイド劇場
  - 再捜査刑事・片岡悠介5 東京〜金沢・未解決誘拐殺人ルート!加賀老舗旅館、嫁姑争い!!12年前の黒百合に隠された密室トリック!!（2013年7月6日） - クラブ「Folding」のフロアマネージャー・西園寺 役
  - 新・女弁護士 朝吹里矢子 - 村田 役
  - 検察事務官・小錦ヤエ子 - 秘書・武藤 役
- あぶない家族大図鑑

#### 日本テレビ系列
- 火曜サスペンス劇場
  - 「殺人リプレイ!」
  - 救命救急センター4
  - 新・女検事 霞夕子23 すれ違った愛（2004年8月10日） - 刑事・柴田 役
- エンゼルバンク・転職代理人 - 栗田一樹 役
- 女帝‐寺田勉 役
- おいしいデパ地下
- 星の金貨

#### TBS系列
- 十津川警部シリーズ50消えたタンカー - 片桐行雄 役
- 水戸黄門二十四部最終回 - 加賀前田利昌 役
- ドラゴン桜 第10話
- 水戸黄門二十九部 - 岩田正之 役
- 棟居刑事シリーズ・花の狩人 - 吉田刑事 役 月曜ミステリー劇場 レギュラー
- 棟居刑事シリーズ・高層の死角 - 吉田刑事 役 月曜ミステリー劇場 レギュラー
- 犯人よ、話してくれてありがとう - 佐々木刑事 役
- ダイエットの女王 鈴木その子物語
- 流れ星お銀
- 死刑囚の妹‐佐々木健刑事 役 TBSドラマ特別企画

##### 愛の劇場
- いい女 - 滝沢秀樹 役 レギュラー
- コスメの魔法2 - 風間守 役 レギュラー
- ダンシングライフ

#### フジテレビ系列
- 金曜エンタテイメント 壁ぎわ税務官 - 東海林 役
- 曲がり角の彼女 - 河合 役
- アットホーム・ダッド - 木村 役 第3話
- ヒミツの花園 第10話 - 川村の見合い相手 宍戸 役
- 若者のすべてレギュラー - 矢野刑事 役
- 傷だらけのラブソング
- ラブジェネレーション
- 神様もう少しだけ
- 奇跡の人
- 花村大介
- ルーキー
- 氷炎

#### テレビ東京系列
- 信濃のコロンボ 盲目のピアニスト - 桜井隆太刑事 役 レギュラー
- 信濃のコロンボ 埋もれ火 - 桜井隆太刑事 役 レギュラー
- 信濃のコロンボ 杜の都殺人事件 - 桜井隆太刑事 役 レギュラー
- 信濃のコロンボ 乗せなかった乗客 - 桜井隆太刑事 役 レギュラー
- 信濃のコロンボ アリスの騎士 - 桜井隆太刑事 役 レギュラー
- 信濃のコロンボ 見知らぬ鍵 - 桜井隆太刑事 役 レギュラー
- 信濃のコロンボ 軽井沢殺人事件 - 桜井隆太刑事 役 レギュラー
- ソタイ - 土屋検視官 役
- 不倫調査員片山由美14 - 澤本鑑識官 役
- ドクターブライダル - 井村 役 レギュラー
- 多摩湖畔殺人事件 - 井村 役 レギュラー
- 刑事追う

#### NHK
- 木曜時代劇 ちいさこべ - 安 役 レギュラー
- 百年の恋 - 宮本慎吾 役レギュラー 連続ドラマ
- 人情とどけます～江戸・娘飛脚 三太 役 金曜時代劇 レギュラー
- 柳生十兵衛七番勝負 - 今井小五郎 役 金曜時代劇
- 新・半七捕物長 - 六兵衛 役 金曜時代劇
- とおりゃんせ - 金曜時代劇
- 大河ドラマ徳川慶喜 - 近習 役レギュラー
- 大河ドラマ功名が辻 - 織田信行 役
- ハゲタカ
- 宿命
- さわやか3組

### 映画
- Red Line ゆうばり国際ファンタスティック映画祭正式出品作 主役 ハルキ役
- カンファレンスルーム 医師 佐藤浩二 役

### CM
- サッポロ・ヱビスビール
- 三菱デリカ・スペースギア
- シャープザウルス
- 福政宗
- フジテレビがいるョ！
- NTTテレコムドック
- TBS－遊ing

#### ラジオ
- 青春アドベンチャー「聖杯伝説」